# Ich glaube, lieber Herr, hilf meinem Unglauben!
Ich glaube, lieber Herr, hilf meinem Unglauben! (BWV 109) ist eine Kirchenkantate von Johann Sebastian Bach. Er komponierte sie in Leipzig für den 21. Sonntag nach Trinitatis, den 17. Oktober 1723.

## Geschichte und Worte
Bach schrieb die Kantate in seinem ersten Jahr in Leipzig für den 21. Sonntag nach Trinitatis und führte sie am 17. Oktober 1723 erstmals auf.
Die vorgeschriebenen Lesungen waren Eph 6,10–17  und Joh 4,46–54 , die Heilung des Sohnes eines Königlichen. Der unbekannte Textdichter betont den Glauben, der im Evangelium als Voraussetzung der Heilung genannt wird. Der Eingangschor vertont ein Bibelwort aus einem ähnlichen Zusammenhang, Mk 9,24 , Heilung eines besessenen Jungen. Die folgenden Sätze enthalten einen Dialog zwischen Glaube und Unglaube, Hoffnung und Furcht, wie ihn Bach drei Wochen später in O Ewigkeit, du Donnerwort, BWV 60, komponierte und für Ostern 1724 in Erfreut euch, ihr Herzen. Satz 2 ist ein Dialog, Satz 3 drückt Furcht aus, die Sätze 4 und 5 wenden sich zur Hoffnung. Der Schlusschoral ist die siebte Strophe von Durch Adams Fall ist ganz verderbt von Lazarus Spengler (1524).

## Besetzung und Aufbau
Die Kantate ist gesetzt für Alt- und Tenorsolisten, vierstimmigen Chor, Cor du Chasse (corno da caccia), zwei Oboen, zwei Violinen, Viola und Basso continuo. Das Cor du Chasse ist möglicherweise das Instrument Corno da tirarsi, das eine Woche zuvor bei der Wiederaufführung der Weimarer Kantate Ach! ich sehe, itzt, da ich zur Hochzeit gehe eingesetzt wurde. Die Stimme ist nicht in der Partitur enthalten. Im Eingangschor verstärkt es meist die erste Violine, im Schlusschoral den Cantus firmus im Sopran.
1. Coro: Ich glaube, lieber Herr, hilf meinem Unglauben
2. Recitativo (Tenor): Des Herren Hand ist ja noch nicht verkürzt
3. Aria (Tenor, Streicher): Wie zweifelhaftig ist mein Hoffen
4. Recitativo (Alt): O fasse dich, du zweifelhafter Mut
5. Aria (Alt, Oboen): Der Heiland kennet ja die Seinen
6. Choral: Wer hofft in Gott und dem vertraut

## Musik
Der Eingangschor enthält viele Elemente eines Concerto grosso. Im Ritornell bilden Oboe 1 und Violine 1 das Concertino. Die Singstimmen treten einzeln, im Duett und vierstimmig auf. Der Glaube wird in einem aufwärts führenden Motiv ausgedrückt, das aus dem Thema des Ritornells abgeleitet ist, der Unglaube durch eine abwärts führende Figur.
Der innere Dialog im Rezitativ ist durch Wechsel zwischen forte und piano einer Stimme angegeben, nicht zwei verschiedenen Stimmen. Die bange letzte Frage Ach Herr, wie lange? wird als Arioso, adagio, intensiviert. Die folgende Arie in zerrissenen Linien und durchgehendem punktierten Rhythmus wurde mit der Arie Ach, mein Sinn aus Bachs Johannes-Passion verglichen.
Der Schlusschoral ist nicht ein schlichter vierstimmiger Satz, sondern eine Choralphantasie, wie sie Bach später häufig an den Beginn der Choralkantaten seines zweiten Kantatenzyklus stellte. Eingebettet in einen Orchestersatz singt der Sopran, verstärkt vom Horn, die Zeilen des Chorals Durch Adams Fall ist ganz verderbt in langen Notenwerten, während die Unterstimmen bewegter geführt sind.

## Einspielungen
- Die Bach-Kantate Vol. 56. Helmuth Rilling, Gächinger Kantorei, Bach-Collegium Stuttgart, Gabriele Schreckenbach, Kurt Equiluz. Hänssler (LP), 1971.
- J. S. Bach: Das Kantatenwerk – Sacred Cantatas Vol. 6. Nikolaus Harnoncourt, Tölzer Knabenchor, Concentus Musicus Wien, Paul Esswood, Kurt Equiluz. Teldec, 1980.
- Die Bach-Kantate Vol. 56. Helmuth Rilling, Gächinger Kantorei, Bach-Collegium Stuttgart, Hildegard Laurich, Kurt Equiluz. Hänssler (CD), 1981.
- J. S. Bach: Complete Cantatas Vol. 8. Ton Koopman, Amsterdam Baroque Orchestra & Choir, Bogna Bartosz, Jörg Dürmüller. Antoine Marchand, 1994.
- J. S. Bach: Cantatas Vol. 14 – Cantatas from Leipzig 1723. Masaaki Suzuki, Bach Collegium Japan, Robin Blaze, Gerd Türk. BIS 2000
- Bach Cantatas Vol. 11. John Eliot Gardiner, Monteverdi Choir, English Baroque Soloists, William Towers, Paul Agnew. Soli Deo Gloria, 2000.[2]
- Ich glaube, lieber Herr, hilf meinem Unglauben. Rudolf Lutz, Chor und Orchester der J. S. Bach-Stiftung, Michi Gaigg; Ruth Sandhoff, Bernhard Berchtold. Suzette Sandor (Reflexion). DVD. Gallus-Media, 2010.